# Browar Nr 2 w Lublinie
Browar Nr 2 w Lublinie – zabytkowy browar w Lublinie założony w 1846 roku przez Karola Rudolfa Vettera na miejscu dawnego klasztoru reformatów. Właścicielem obiektu jest Skarb Państwa, nieruchomość dzierżawi spółka Perła – Browary Lubelskie S.A.

## Historia
Do 1820 roku w miejscu browaru znajdował się kościół św. Kazimierza i klasztor reformatów. Później budynki służyły za koszary rosyjskiego wojska. W 1844 roku zakupił je od magistratu Lublina pochodzący z Poznania przemysłowiec Karol Rudolf Vetter. Po wykwaterowaniu 262 Pułku Wołogodzkiego przystąpił on do budowy destylarni wódek (1845), a następnie w 1846 roku otworzył w zabudowaniach poklasztornych browar.
Vetter skupił się na produkcji będącego wówczas w modzie i zdobywającego coraz większe uznanie konsumentów piwa dolnej fermentacji. Szybko odniósł rynkowy sukces i rozpoczął rozbudowę zakładu. Do 1859 roku na potrzeby produkcyjne przebudowano całkowicie dawny kościół. W 1881 roku zainstalowano w zakładzie maszynę parową.
Karol Rudolf Vetter zmarł w 1883 roku. Jego majątek przejęli ambitni synowie August Karol i Juliusz Rudolf Vetterowie, którzy w 1892 roku rozbudowali browar o słodownię, a także wprowadzili nowe wydajniejsze maszyny parowe. Przyłączyli także do swojego przedsiębiorstwa browar Adolfa i Juliusza Fricków. W 1907 roku jedynym właścicielem zakładów został Juliusz Rudolf Vetter, któremu udało się utrzymać produkcje w okresie I wojny światowej.
Juliusz Rudolf Vetter zmarł w 1917 roku. Browar odziedziczyła jego żona, Bronisława Vetter, która przekazała w zarząd, a następnie w 1927 roku sprzedała zakład swojemu bratankowi Tadeuszowi Karszo-Siedlewskiemu. Nowy właściciel, warszawski przemysłowiec i senator rozbudował sieć dystrybucji piwa na całą Polskę. Po tragicznej śmierci Tadeusza Karszo-Siedlewskiego w obronie Warszawy w 1939 roku zakład w Lublinie odziedziczyła jego narzeczona, primabalerina Olga Prorubnikow-Sławska. Nie nacieszyła się ona jednak długo majątkiem, gdyż w 1940 roku Zakłady Przemysłowe K.R. Vetter zostały poddane zarządowi komisarycznemu władz III Rzeszy.
W 1944 roku browar na krótko zawiesił działalność. Na przełomie 1945 i 1946 roku nastąpił sądowy podział majątku browaru między sukcesorów Tadeusza Karszo-Siedlewskiego i Olgą Sławską-Lipczyńską. W 1946 roku Zakłady Przemysłowe K.R. Vetter przeszły pod zarząd państwowy.
W 1948 roku nastąpiło upaństwowienie browaru. Po połączeniu Zakładów Przemysłowych K.R. Vetter z Browarem Parowym Jeleń powstały Lubelskie Zakłady Piwowarsko-Słodownicze, których tradycję kultywuje spółka Perła Browary Lubelskie S.A.
Od 2001 roku browar jest nieczynny. Aktualnie w budynkach zakładu znajduje się siedziba zarządu spółki Perła Browary Lubelskie S.A oraz magazyny firmy. W planach jest adaptacja kompleksu pofabrycznego na lofty i centrum edukacyjno-kulturalne.